# 曼维利耶
曼维利耶（法語：Mainvilliers，法語發音：[mɛ̃vilje]）是法国厄尔-卢瓦省的一个市镇，位于该省中东部，省会沙特尔市区西侧，属于沙特尔区和沙特尔城市圈公共社区。

## 地理
曼维利耶（48°27'11"N, 1°27'43"E）面积11.92 平方千米，位于法国中央-卢瓦尔河谷大区厄尔-卢瓦省，该省份为法国北部内陆省份，北起顺时针与厄尔省、伊夫林省、埃松省、卢瓦雷省、卢瓦-谢尔省、萨尔特省和奧恩省接壤。
与曼维利耶接壤的市镇（或旧市镇、城区）包括：沙特尔、吕塞、阿米伊、巴约莱韦克、莱沃。
曼维利耶的时区为UTC+01:00、UTC+02:00（夏令时）。

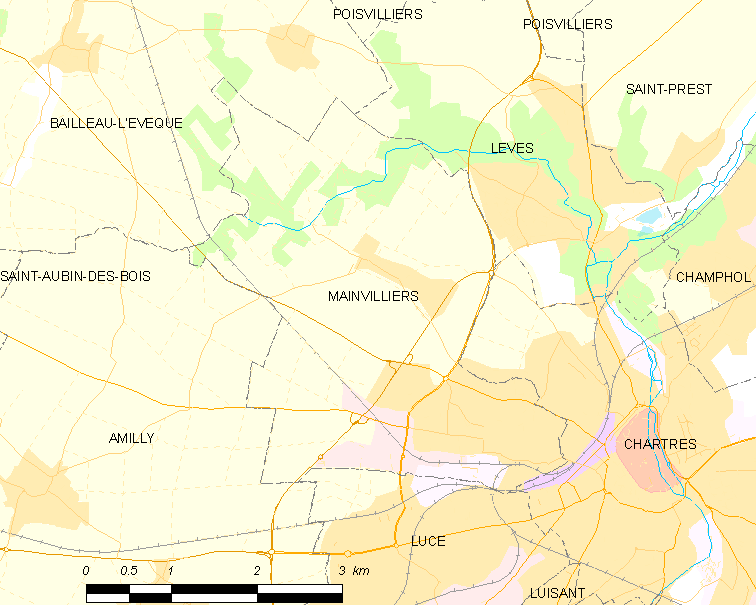
曼维利耶的OSM定位图

## 行政
曼维利耶的邮政编码为28300，INSEE市镇编码为28229。

## 政治
曼维利耶所属的省级选区为沙特尔第三县。

## 交通
法国国道N1154线和厄尔-卢瓦省省道D24线、D105线及D939线等在境内交汇。沙特尔市区公交1路、5路和10路经过曼维利耶境内。

## 人口

1962-2008年间曼维利耶人口变化图示

曼维利耶于2022年1月1日时的人口数量为10950人。

## 友好城市
德国 勒默贝格（1974年）